# Turkse lelie
De Turkse lelie (Lilium martagon) is een plant uit de leliefamilie (Liliaceae). De bloeitijd strekt zich uit over de maanden juni en juli.

## Kenmerken
De plant heeft een gele geschubde bol die diep in de grond zit. Hieruit groeit een rechte stengel met lancetvormige bladeren die halverwege de stengel in een krans groeien. De bloemen zijn licht- of donkerpurper met donkerdere vlekjes. Ze groeien aan de top van de stengel aan een knikkend steeltje. De bloem dankt haar naam aan het feit dat ze op een tulband lijkt. Na de bloeiperiode vormt de plant een grote eivormige vrucht met veel platte zaden.

## Bestuiving
De bloemen worden vooral door nacht-, maar ook wel door dagvlinders bestoven. Voor het lokken van de dagvlinders dient de kleur en geur, de nachtvlinders worden door een sterke honinggeur, die 's avonds begint, gelokt. Aan de voet van ieder bloemdekblad zit een 10-15 mm lange honinggroef, die door het naar elkaar gebogen zijn van de randen en door een dichte bekleding met rode haren tot een nauwe buis wordt, die slechts een opening heeft van 1 mm wijdte. De vlinders raken bij het aankomen vliegen met de onderzijde van hun lichaam eerst de stempel, die iets boven de helmknopjes uitsteekt, aan en dan deze laatste. Deze raken dan in schommelende beweging, waardoor het stuifmeel zich gemakkelijker aan het insect afzet. Blijft insectenbezoek uit, dan is spontane zelfbestuiving door neervallend stuifmeel mogelijk en ook komt tegen het einde van de bloeitijd door sterkere kromming van de stijl deze met een of twee helmknopjes in aanraking. Deze zelfbestuiving leidt ook tot zaadvorming.

## Verspreiding
De Turkse lelie komt voor in een groot deel van Europa en Azië (tot Japan), en meer specifiek in gemengde bossen en tuinen. In Nederland is de soort op een aantal plaatsen aanwezig als zeldzame stinzeplant en op enkele plekken verwilderd standhoudend in kalkrijk duingebied.